# Stenocrates rionegroensis
Stenocrates rionegroensis är en skalbaggsart som beskrevs av Brett C.Ratcliffe 1978. Stenocrates rionegroensis ingår i släktet Stenocrates och familjen Dynastidae. Inga underarter finns listade i Catalogue of Life.